# Édith Cresson
Édith Cresson (születési neve: Édith Campion) (Boulogne-Billancourt, 1934. január 27. –) francia közgazdász, politikus, az Ötödik Francia Köztársaság 12. miniszterelnöke.

## Pályafutása
Párizsban, a Felsőfokú Kereskedelmi Leányiskolában (HECJF) szerzett diplomát (most HEC Paris), később népességtudományból doktorált. 1964-ben csatlakozott a François Mitterrand által alapított, a republikánus és szocialista baloldalt összefogó párthoz, a CIR-hez (Convention des institutions républicaines). 1965-ben részt vett Mitterrand első elnökválasztási kampányában. 1971-ben belépett a Szocialista Pártba, 1975-től a párt központi bizottságában működött 1981-ig. 1979 és 1984 között európai parlamenti képviselő.
Mitterrand első elnöki periódusa idején a mezőgazdasági tárca élén állt 1981 és 1983 között Pierre Mauroy második kormányában. 1983–1984-ben külkereskedelmi és idegenforgalmi miniszter Mauroy harmadik kormányában. 1984 és 1986 között az ipar újjászervezéséért és a külkereskedelemért felelős miniszter Laurent Fabius kormányában. Amikor Mitterrand elnököt újra megválasztották 1988-ban, Cresson került az európai ügyek élére. 1990-ben lemondott posztjáról, és néhány hónapig egy ipari konszernnél dolgozott.
1991. május 15-én Mitterrand miniszterelnökké nevezte ki, így Cresson lett Franciaország történetében az első női kormányfő. Dinamikus és hatékonyságra törekvő munkamódszerét a magánszférából kölcsönözte. Igyekezett szakítani az előző kormányok gyakorlatával. Szakértők csoportjára támaszkodott a hagyományos adminisztrációs hálózattal szemben. A prefektusokkal közvetlen kapcsolatban állt, rendszeresen meghívta őket munkaebédre a Matignonba. Kormányzása idején olyan új arcok jelentek meg a politikai életben, mint Martine Aubry és Dominique Strauss-Kahn.
A Cresson-kormány az öbölháború utáni nehéz gazdasági helyzetben csökkenteni akarta a társadalmi egyenlőtlenségeket, a kirekesztettséget, a munkanélküliséget, és erősíteni a társadalmi összefogást. Összhangot igyekezett teremteni a gazdasági tevékenység és az ökológia, az ipari termelés és a környezetvédelem között. Törvény született az illegális munkavállalás és bevándorlás visszaszorítására, valamint a radioaktív hulladékok kezelésére. 1992 áprilisában a szocialisták veszítettek a kantonális és regionális választásokon, a munkanélküliséget nem sikerült visszaszorítani, ezért Mitterrand elnök lemondásra szólította fel.
Cresson 1995-ben az Európai Bizottság oktatásügyi és kutatási biztosa lett. 1999-ben nepotizmussal vádolták, ezért lemondott. 1997-től 2008-ig polgármester-helyettes volt Châtellerault-ban, Vienne megyében.

## Kitüntetései
- Francia Köztársaság Becsületrendje
- Francia Köztársaság Nemzeti Érdemrendje

## Írásai
- Avec le soleil, 1976
- L'Europe à votre porte : manuel pratique sur les actions de la CEE intéressant les opérateurs économiques, (társszerző: Henri Malosse), 1989
- Innover ou subir, 1998
- Histoires françaises, (önéletrajz) 2006

## Kapcsolódó szócikk
Franciaország miniszterelnökeinek listája